# 식사도서관
식사도서관은 경기도 고양시 일산동구 식사동 소재의 시립 도서관이다.

## 연혁
- 2012년 2월 2일 개관

## 시설현황
- 5층 : 옥외물탱크
- 4층 : 여성동아리방, 카페테리아, 옥상정원
- 3층 : 교양교실, 시청각실, 열람실
- 2층 : 디지털자료실, 종합자료실, 사무실
- 1층 : 어린이자료실, 수서정리실, 연속간행물실, 노인·장애인실
- 지하 1층 : 방재센터, 보존서고, 주차장

## 이용 안내
이용 시간
- 열람실 : 하절기(3월~10월) 07:00 ~ 23:00 / 동절기(11월~2월) 08:00 ~ 23:00
- 종합자료실 : 월~목 09:00 ~ 22:00 / 토~일 09:00 ~ 18:00
- 어린이자료실 : 매일 09:00 ~ 18:00
- 연속간행물실(정기간행물실) : 매일 09:00 ~ 18:00
- 디지털자료실(정보검색실) : 월~목 09:00 ~ 22:00 / 토~일 09:00 ~ 18:00

휴관일
- 매주 금요일